# وستون ترویل
وستون ترویل (به انگلیسی: Weston Turville) یک روستا و محله مدنی در بریتانیا است که در Aylesbury Vale واقع شده‌است. وستون ترویل ۳٬۱۲۷ نفر جمعیت دارد.